# رياض مقيدش
رياض مقيدش لاعب كرة قدم قطري.

## مسيرة اللاعب
لعب سابقاً مع نادي الريان ونادي المرخية والنادي الأهلي ونادي الوكرة ونادي السيلية.

## روابط خارجية
- رياض مقيدش على موقع إي إس بي إن إف سي (الإنجليزية)
- رياض مقيدش على موقع قاعدة بيانات كرة القدم.إي يو (الإنجليزية)
- رياض مقيدش على موقع Soccerway.com (الإنجليزية)
- رياض مقيدش على موقع عالم كرة القدم.نت (الإنجليزية)